# Maine
Il Maine (AFI: /ˈmɛin/ o /ˈmein/; in inglese [meɪn]) è uno stato federato degli Stati Uniti d'America (sigla = ME), il più nordorientale della federazione e del New England. Confina a sud-ovest con il New Hampshire e si affaccia a sud-est sull'oceano Atlantico, ed in particolare sul golfo del Maine; confina inoltre a nord-est e nord-ovest con le province canadesi del Nuovo Brunswick e Québec e condivide un confine marittimo con la Nuova Scozia.
Si tratta dello stato più esteso del New England, ed è quasi più esteso della somma degli altri cinque stati della regione. L'estensione territoriale è di 91 646 km², il che lo rende il 39º stato per estensione, ed è suddiviso in 16 contee. Si tratta del 42º stato più popoloso, con una popolazione nel 2024 di 1 405 012 persone. La capitale è Augusta, mentre la città più popolosa è Portland.

## Origini del nome
C'è molta curiosità attorno all'origine del nome "Maine", nonostante non ci sia una risposta definitiva. L'assemblea legislativa del Maine nel 2002 ha stabilito che il nome dello stato deriva dall'antica provincia francese del Maine. Un'altra possibilità per l'origine del nome riguarda il fatto che le persone che vivevano sulle isole lungo la costa si riferissero al continente, che in inglese si dice appunto mainland, contraendo l'espressione in Main, da cui sarebbe quindi nato l'attuale nome Maine. Altre teorie parlano di antichi luoghi con nomi simili. Comunque sia, il nome è stato dato nel 1665, quando i commissari del Re hanno ordinato che la Provincia del Maine fosse iscritta nei registri ufficiali.

## Storia

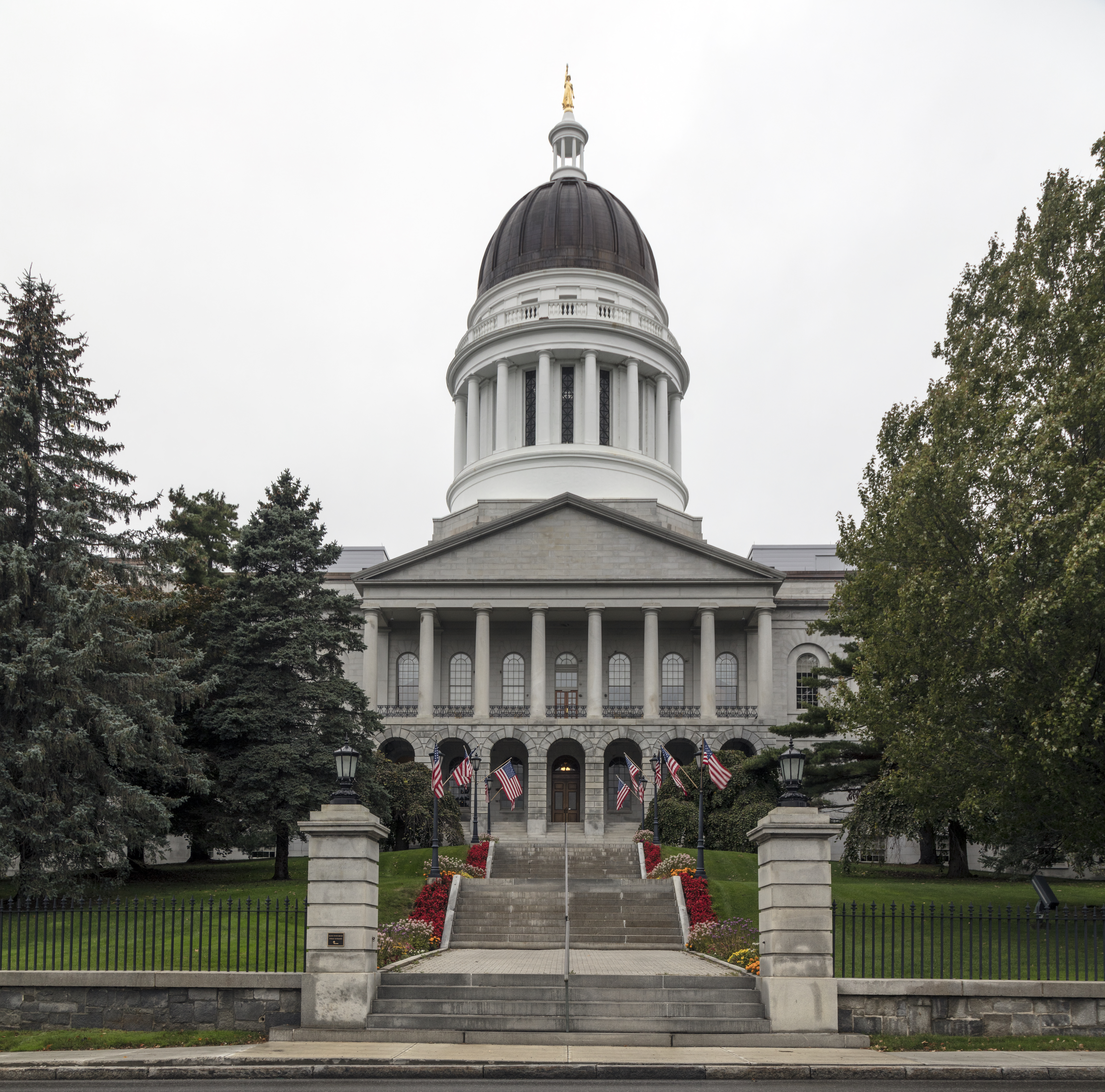
Il Campidoglio ad Augusta, progettato da Charles Bulfinch, costruito nel periodo 1829–1832

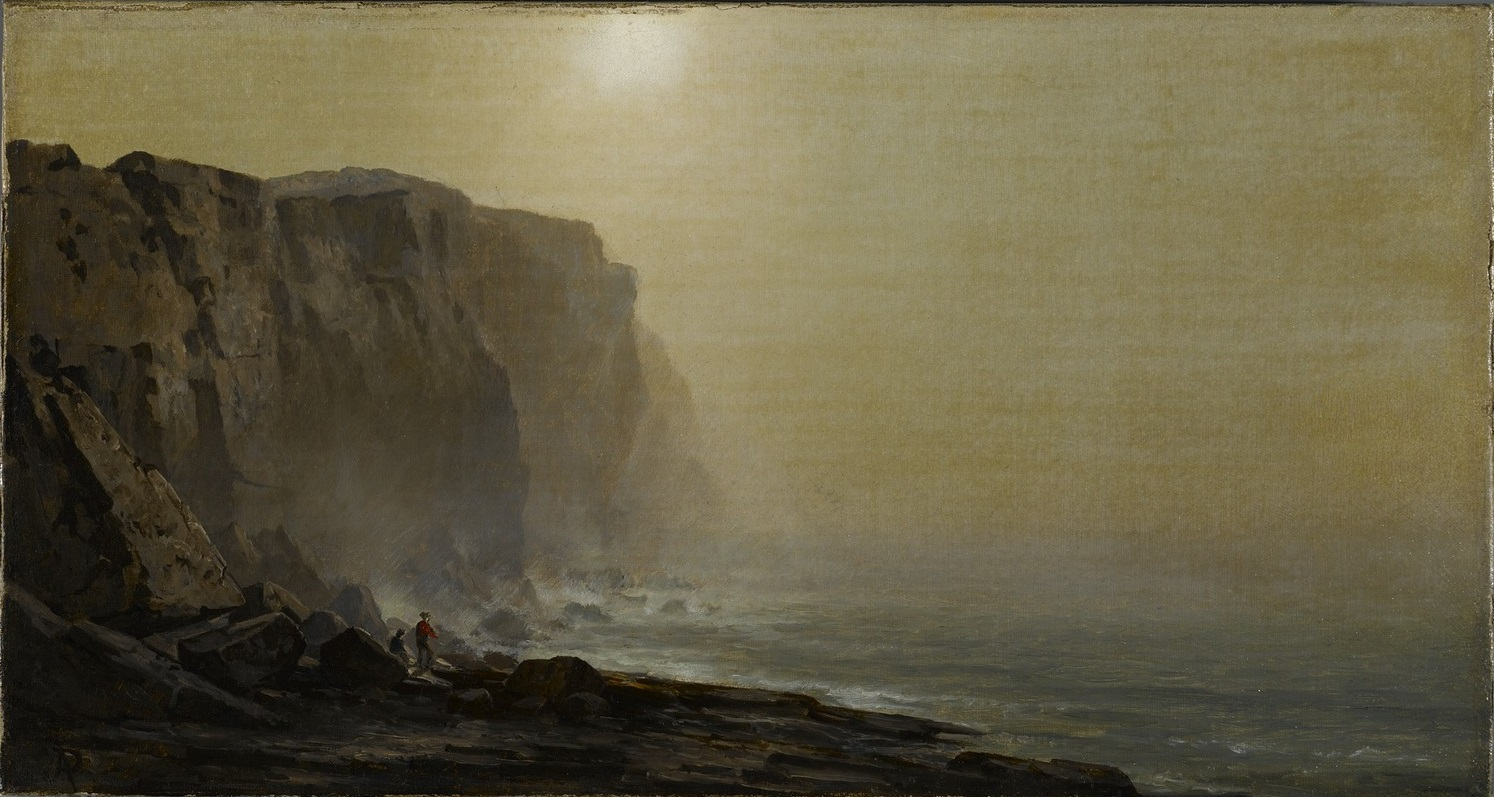
Misty Morning, Coast of Maine Arthur Parton (1842–1914). Datato tra il 1865 ed il 1870, Brooklyn Museum.

I primi abitanti noti del territorio che oggi fa parte del Maine furono i popoli Wabanaki di lingua algonchina, tra cui i Passamaquoddy, Maliseet, Penobscot, Androscoggin e Kennebec. Durante la guerra di re Filippo molti di questi popoli si unificarono per costituire la Confederazione Wabanaki, per aiutare i Wampanoag del Massachusetts e i Mohicani di New York. In seguito, molti di questi popoli vennero scacciati dai loro territori, ma gran parte delle tribù del Maine continuò a vivervi fino alla rivoluzione americana. In precedenza, comunque, molti di questi popoli erano considerate nazioni separate; molti si erano adattati a divere in insediamenti permanenti ispirati dagli Irochesi, mentre quelli lungo la costa tendevano a spostarsi da villaggi estivi a villaggi invernali, su cicli annuali. Di solito passavano l'inverno nell'interno, e si dirigevano sulle coste in estate.
Il contatto europeo con quello che oggi è il Maine avvenne a partire dal 1200, quando i Vichinghi iniziarono ad interagire con i nativi Penobscot, nell'attuale contea di Hancock, più probabilmente per commerciare. Se confermato, questo renderebbe il Maine il sito della prima scoperta europea degli interi Stati Uniti. Circa 200 anni prima, da insediamenti in Islanda e Groenlandia, i Vichinghi identificarono per primi l'America e tentarono un insediamento in aree come la Terranova, ma non riuscirono a stabilire un insediamento permanente. Le evidenze archeologiche suggeriscono che i Vichinghi della Groenlandia tornarono in Nord America per molti secoli dopo la scoperta iniziale, per commerciare e raccogliere legname, e la prova più rilevante è il Maine penny, una moneta norvegese dell'XI secolo trovata durante uno scavo nel territorio nativo americano nel 1954.
Il primo insediamento europeo confermato nel territorio dell'attuale Maine fu nel 1604 presso l'isola di Saint Croix, guidato dall'esploratore francese Pierre Dugua de Mons; la sua compagine comprendeva Samuel de Champlain, esploratore. I francesi chiamarono l'intera area Acadia, inclusa la porzione che in seguito divenne lo stato del Maine; è anche possibile che la regione del Maine prese il nome dalla storica regione del Maine francese, anche se l'origine del nome è incerta. La Compagnia Plymouth stabilì il primo insediamento inglese nel Maine presso la colonia di Popham nel 1607, e nello stesso anno nacque l'insediamento di Jamestown in Virginia. I coloni di Popham tornarono poi in Gran Bretagna dopo 14 mesi.
I francesi istituirono due missioni gesuite, una nella baia di Penobscot nel 1609 e l'altra sull'isola di Mount Desert nel 1613; nello stesso anno Claude de La Tour fondò Castine e nel 1625 eresse il forte Pentagouet, per proteggere la città. Le aree costiere del Maine orientale divennero inizialmente la Provincia del Maine, con delle lettere patenti del 1622, mentre la parte del Maine occidentale a nord del Kennebec rimase scarsamente popolata ed era nota nel XVII secolo come Territorio di Sagadahock. Nel 1623 venne tentato un secondo insediamento con l'esploratore e capitano navale inglese Christopher Levett, in un luogo chiamato York, dove re Carlo I d'Inghilterra gli aveva concesso 24 km² di terre; anche questo tentativo fallì.
Le patenti del 1622 divisero la Provincia dei Maine in corrispondenza del fiume Piscataqua nella Provincia del New Hampshire a sud ed il New Somersetshire a nord; delle lettere patenti del 1630, contestate, divisero l'area intorno all'attuale Saco chiamandola Lygonia; giustificando le sue azioni con una indagine geografica che mostrò una patente parallela, la colonia della Baia del Massachusetts si impossessò del New Somersetshire e di Lygonia con la forza nel 1658. Il territorio di Sagadahock tra il fiume Kennebec e il Saint Croix divenne la contea di Cornwall, nella Provincia di New York, con una concessione del 1664 di Carlo II d'Inghilterra al fratello Giacomo, all'epoca duca di York. Alcune di queste terre furono reclamate dalla Nuova Francia come parte dell'Acadia. Tutti gli insediamenti inglesi nella colonia della Baia del Massachusetts e nella Provincia di New York divennero parte del Dominio della Nuova Inghilterra nel 1686; tutto l'attuale Maine fu unificato come contea di York, contenuta nel Massachusetts, con una patente reale del 1691 per la Provincia della baia del Massachusetts.
Il Maine centrale era in oriine abitato dalla tribù Androscoggin della nazione degli Abenachi, anche conosciuta come Arosaguntacook. Essi furono scacciati fuori dalla regione nel 1690 durante la guerra di re Guglielmo. Si rinsediarono presso Saint-François-du-Lac, in Canada, che fu poi distrutta dai Rogers' Rangers nel 1759 e che oggi è Odanak. Le altre tribù di Abenachi andarono incontro a diverse pesanti sconfitte, in particolare durante la guerra di padre Rale, con la conquista di Norridgewock nel 1724 e la sconfitta di Pequawket nel 1725, che ridussero sensibilmente il loro numero. Si ritirarono infine in Canada, dove si insediarono presso Bécancour e Sillery, e in seguito presso Saint-François-du-Lac, insieme alle altre tribù rifugiate dal sud.
Il Maine venne conteso da francesi, inglesi e nativi durante i secoli XVII e XVIII. I nativi portarono a termine incursioni contro i coloni e viceversa, facendo prigionieri o rapendo per dare in adozione da parte dei nativi; un esempio fu l'incursione a York del 1692 da parte dei nativi, in cui circa 100 coloni inglesi furono uccisi e 80 furono presi in ostaggio. Gli Abenachi portarono gli ostaggi rapiti durante la guerra della regina Anna in Massachusetts all'inizio del 1700 verso Kahnewake, un villaggio Mohawk presso Montréal, dove alcuni vennero adottati ed altri furono restituiti.
Dopo che gli inglesi sconfissero i francesi in Acadia negli anni 1740, il territorio ad est del fiume Penobscot cadde sotto l'autorità nominale della Nuova Scozia, e insieme all'attuale Nuovo Brunswick andò a costituire la contea di Sunbury della Nuova Scozia. Le forze americane e britanniche si contesero il territorio del Maine durante la guerra di rivoluzione americana e nella guerra del 1812, con i britannici che occuparono il Maine orientale durante entrambi i conflitti tramite la Colonia di Nuova Irlanda, dopo la spedizione di Penobscot. Il territorio del Maine fu confermato parte del Massachusetts quando furono costituiti gli Stati Uniti a seguito del Trattato di Parigi che pose fine alla rivoluzione, anche se il confine finale con il Nord America Britannico non fu stabilito fino al 1842 con l'Accordo Webster–Ashburton.
Il Maine era fisicamente separato dal resto del Massachusetts. Gli annosi disaccordi sulla speculazione fondiaria e sugli insediamenti portarono i residenti del Maine e i loro alleati nel Massachusetts vero e proprio ad obbligare l'Assemblea del Massachusetts ad un voto nel 1807 per consentire al Maine di separarsi; la votazione fallì. Il sentimento secessionista nel Maine crebbe ulteriormente durante la guerra del 1812 quando i mercanti filo-britannici del Massachusetts si opposero alla guerra e si rifiutarono di difendere il Maine dagli invasori britannici. Nel 1819 il Massachusetts accettò di consentire alla secessione, ratificata dagli elettori della regione in rapida crescita l'anno successivo.

### Compromesso del Missouri e ingresso come stato
La secessione formale dal Massachusetts e l'ingresso del Maine come 23º stato avvenne il 15 marzo 1820, in conseguenza del Compromesso del Missouri, che restrinse geograficamente la schiavitù e permise l'ingresso nell'Unione del Missouri l'anno seguente, mantenendo inalterato il numero di stati schiavisti e stati liberi.
La capitale originaria del Maine fu Portland, la maggiore città dello stato, finché nel 1832 non venne spostata ad Augusta, più centrale. L'ufficio principale della Corte Suprema del Maine rimane a Portland.
Il 20º Reggimento di Fanteria Volontaria del Maine, sotto il comando del colonnello Joshua Chamberlain, impedì allo Union Army di essere raggiunto presso Little Round Top dal Confederate States Army durante la battaglia di Gettysburg.
Quattro navi della marina statunitense sono state chiamate USS Maine, la più famosa delle quali fu l'incrociatore corazzato USS Maine (ACR-1), il cui affondamento con un'esplosione il 15 febbraio 1898 diede inizio alla guerra ispano-americana.

## Geografia fisica

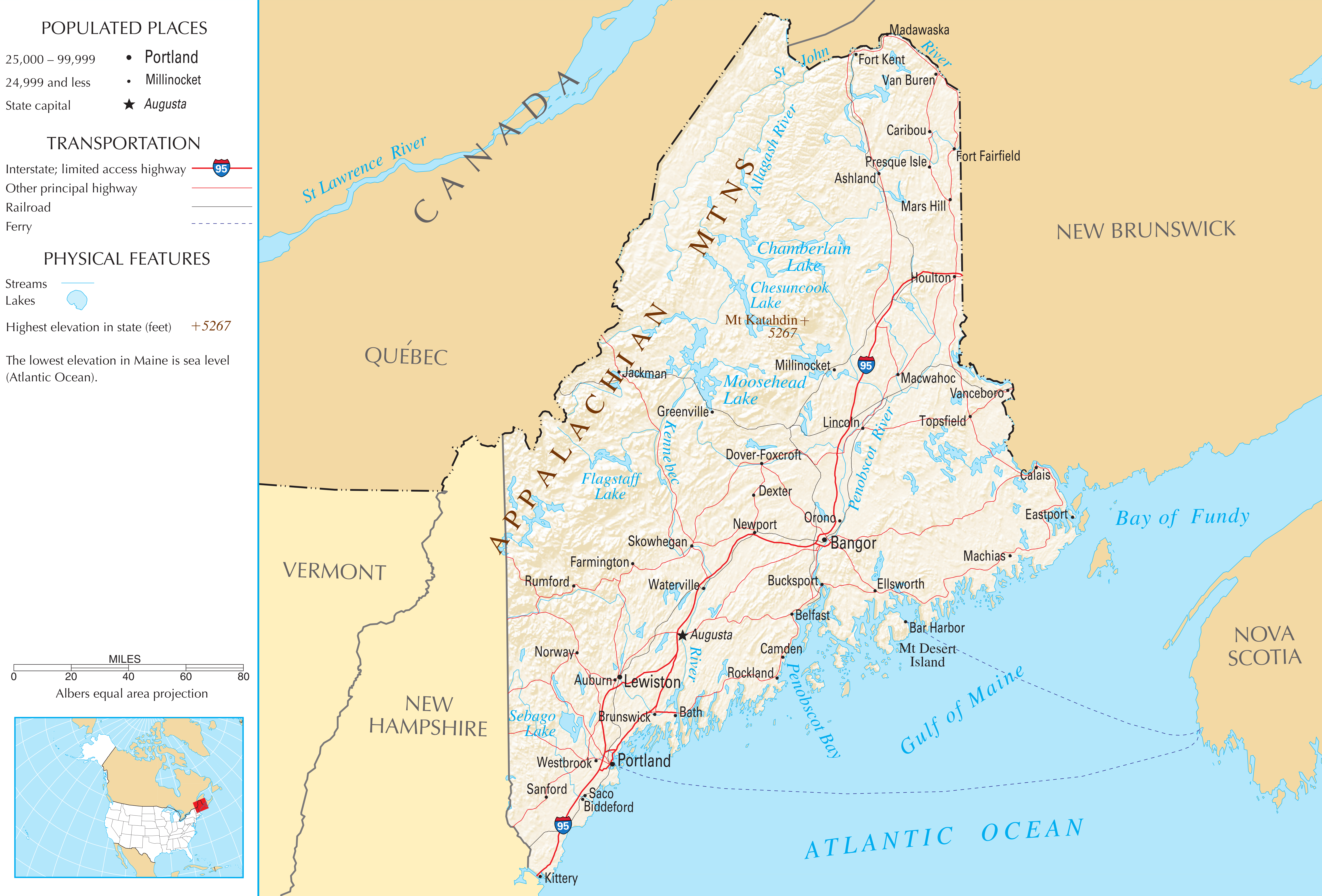
Cartina del Maine che mostra la sua famosa costa frastagliata

A sud e ad est si trova il golfo del Maine, e ad ovest c'è lo stato del New Hampshire; a nord e nord-est si trova la provincia canadese del Nuovo Brunswick, mentre la provincia del Québec si trova a nord-ovest. Il Maine è lo stato più settentrionale e il più esteso della Nuova Inghilterra, occupando quasi la metà dell'intera area della regione; il Maine è il solo stato a confinare esattamente con un solo uno degli Stati Uniti. Il 45° parallelo nord divide quasi esattamente il Maine in due aree di eguale dimensione.
Il Maine è lo stato più orientale degli Stati Uniti d'America contigui, sia come punti estremi che nel centro geografico. La città di Lubec rappresenta il centro abitato più orientale degli Stati Uniti, e il suo faro Quoddy Head è anche il punto degli Stati Uniti più vicino ad Africa ed Europa. Estcourt Station è il punto più settentrionale del Maine, e il punto più a nord dell'intera Nuova Inghilterra (vedasi anche Punti estremi degli Stati Uniti d'America). Al nord-ovest delle pianure litoranee, si estende una sezione delle montagne orientali della Nuova Inghilterra larga dai 30 ai 60 km dal sud del Canada al Connecticut. La parte nord del sistema montuoso è costituita dall'altopiano di Aroostook; il terreno è molto fertile e in questa zona prospera in particolare la coltivazione della patata. A sud dell'altopiano il territorio è solcato da fiumi e punteggiato di laghi.
Il lago Moosehead è il lago più esteso dello stato tra quelli che si trovano interamente nella Nuova Inghilterra, dato che il lago Champlain si trova tra Vermont, New York e Québec. Diversi altri laghi del Maine, come il South Twin Lake, sono stati descritti da Henry David Thoreau nel suo The Maine Woods (1864). In generalo lo stato conta oltre 1600 laghi; oltre a quelli già citati, i principali sono Sebago, Chesuncook, Chamberlain, Grande Rangeley. Il monte Katahdin, la vetta più alta del Maine, rappresenta la propaggine settentrionale del sentiero degli Appalachi, che termina a sud sul monte Springer, in Georgia, ed è anche il punto più meridionale del sentiero internazionale degli Appalachi che, quando verrà completato, si estenderà fino a Belle Isle, nel Terranova e Labrador. La zona nord-occidentale del paese è interessata da un'estensione delle White Mountains, o Monti Bianchi, che appartengono al sistema degli Appalachi.
I principali fiumi dello stato sono Saint Croix, Androscoggin, Penobscot, Kennebec e Salmon Falls.
Machias Seal Island e North Rock, al largo della costa Down East dello stato, sono reclamate sia dal Canada che dalla cittadine del Maine di Cutler, e si trovano tra le quattro aree disputate tra i due Paesi, ma è effettivamente l'unica tra queste che comprende terre. Sempre in questa parte orientale, nella baia di Fundy, si trova Old Sow, il maggiore mulinello dell'emisfero occidentale.
Il Maine è lo stato meno densamente popolato ad est del fiume Mississippi; viene chiamato Pine Tree State a causa della estesa presenza di pini, incluso il pinus strobus ed il pinus resinosa. Circa l'80% della sua area totale è forestale, ed è pertanto lo stato più forestato. Nelle aree boschive dell'interno vi sono molte regioni inabitate, alcune delle quali non hanno una organizzazione politica formale in unità locali, una rarità nella Nuova Inghilterra. L'area non incorporata di Northwest Aroostook, ad esempio, si trova nella parte settentrionale dello stato, ha un'area di 6 910 km² con una popolazione di 10 persone, con una densità di 1 abitante ogni 690 km².
Il Maine si trova nel bioma di foreste di latifoglie e foreste miste temperate; la terra prossima alla costa atlantica meridionale e centrale è coperta da quercie miste della foresta costiera nord-orientale. La parte restante dello stato è compresa nelle foreste della Nuova Inghilterra e Acadiane.
Il Maine ha circa 400 km di costa oceanica, e 5 600 km di costa soggetta a maree. Lungo la famosa costa rocciosa del Maine sono distribuiti fari, spiagge, villaggi di pescatori e migliaia di isole al largo, incluse le isole di Shoals, che si estendono oltre il confine con il New Hampshire; la maggiore è quella di Mount Desert. Vi sono rocce e scogliere frastagliate e numerose baie e insenature; nell'interno vi sono laghi, fiumi, foreste e montagne. Questo contrasto visivo di pendii boscosi che scendono verso il mare è stato descritto dalla poetessa americana Edna St. Vincent Millay di Rockland e Camden in "Renascence".

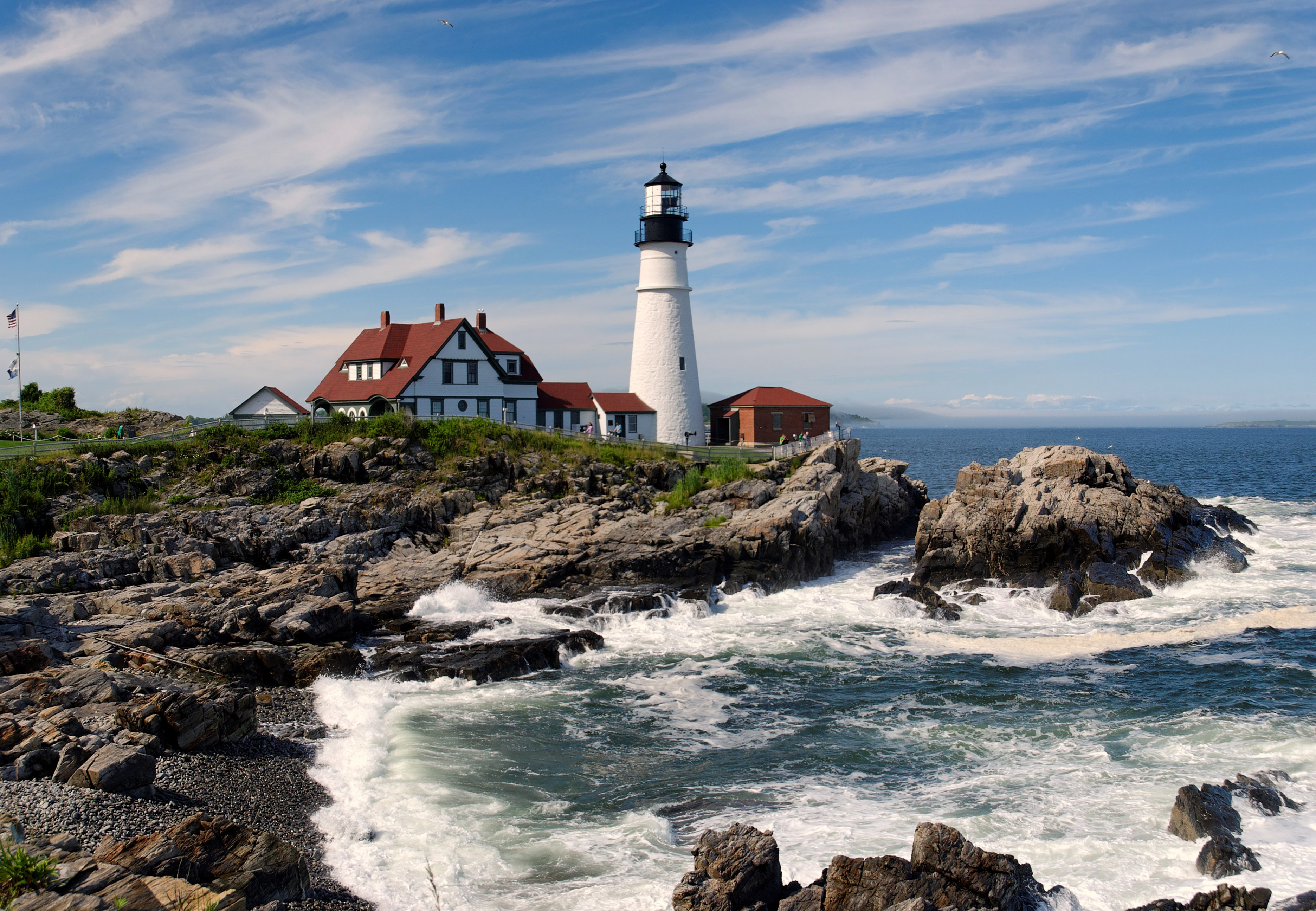
La costa del Maine ed il Portland Head Light

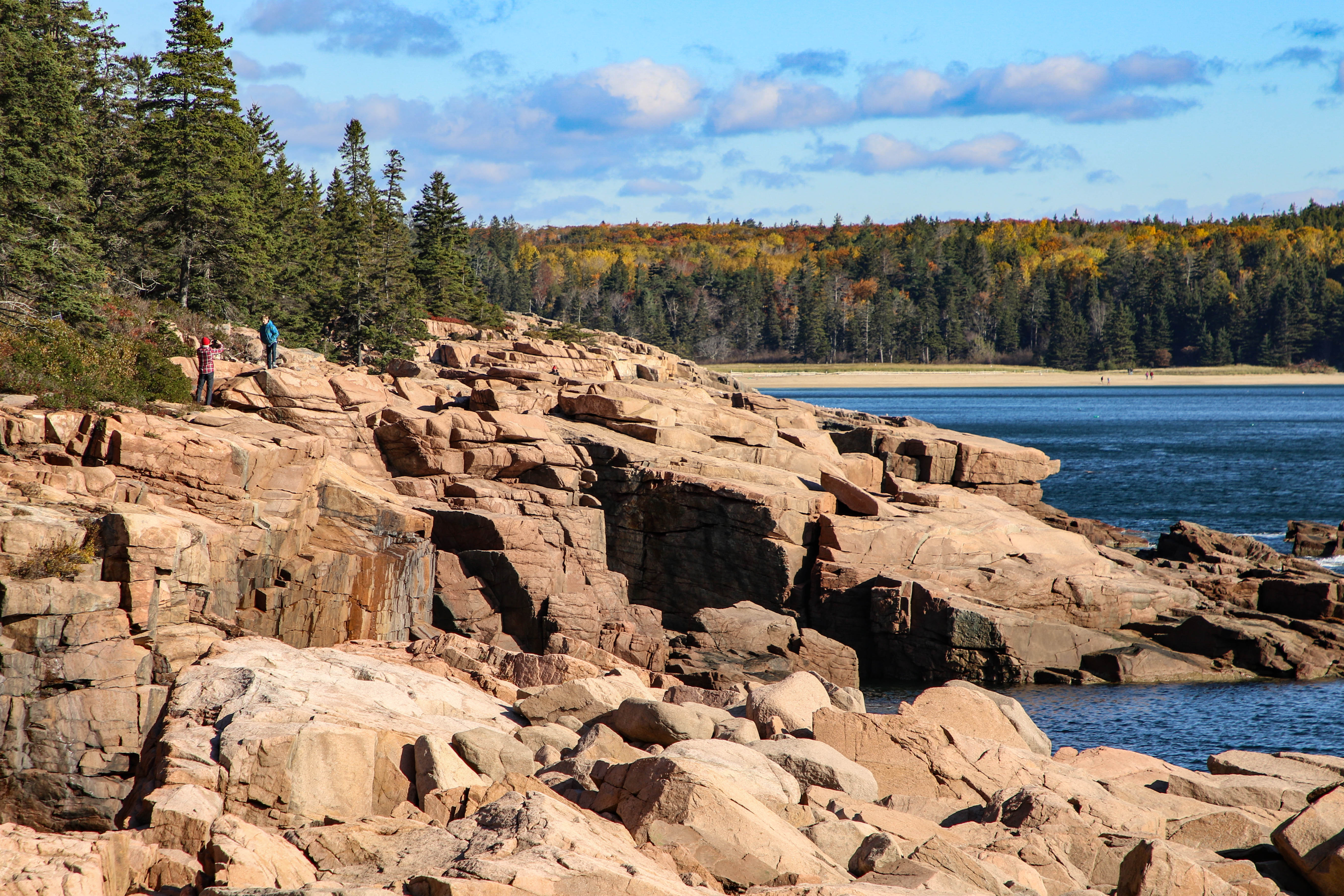
Costa rocciosa nel parco nazionale di Acadia

I geologi descrivono questo tipo di paesaggio come una "costa sommersa", in cui l'innalzamento del livello del mare ha invaso la precedente morfologia del territorio, creando baie dalle valli e isole dalle cime delle montagne. L'innalzamento del livello del terreno dovuto allo scioglimento del pesante ghiaccio glaciale causò un leggero effetto di rimbalzo della roccia sottostante; questo innalzamento del terreno, tuttavia, non fu sufficiente a eliminare completamente l'effetto dell'innalzamento del livello del mare e la sua invasione della precedente morfologia del territorio.
Molta della geomorfologia del Maine fu creata dall'estesa attività glaciale al termine dell'ultima era glaciale. Le principali caratteristiche glaciali comprendono Somes Sound e Bubble Rock, entrambe parte del parco nazionale di Acadia sulla Mount Desert Island. Forgiato dai ghiacciai, Somes Sound raggiunge profondità di 50 metri. L'estrema profondità e il ripido dislivello consentono alle grandi navi di navigare per quasi tutta la lunghezza del canale; queste caratteristiche lo rendono attraente anche per i costruttori di barche.
Bubble Rock, un masso erratico, è un grande masso arroccato sul bordo della Bubble Mountain nel Parco nazionale di Acadia; analizzando il tipo di granito, i geologi hanno scoperto che i ghiacciai hanno trasportato Bubble Rock fino all'attuale posizione dai pressi di Dedham, a 48 km di distanza. Nel nord e ovest dello stato si trova l'antica Laurentia, mentre a sud ed est Avalonia.
Il parco nazionale di Acadia è l'unico parco nazionale della Nuova Inghilterra; le aree sotto la protezione e gestione del National Park Service sono:
- il parco nazionale di Acadia presso Bar Harbor
- il sentiero degli Appalachi
- il centro culturale del Maine presso la valle di Saint John
- il Roosevelt Campobello International Park sulla Campobello Island nel Nuovo Brunswick in Canada, gestito congiuntamente da Stati Uniti e Canada, appena oltre il Franklin Delano Roosevelt Bridge a Lubec
- il sito storico di Saint Croix a Calais
- il Katahdin Woods and Waters National Monument

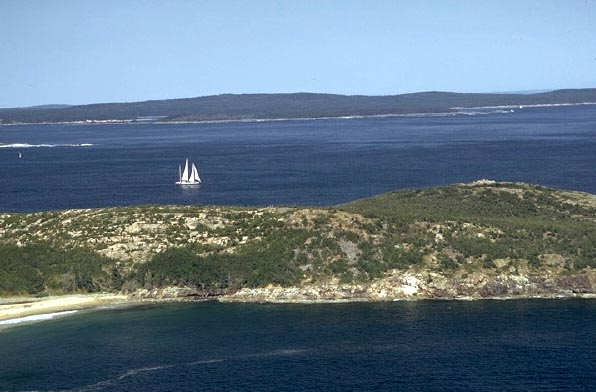
Vista del parco nazionale di Acadia.

### Clima

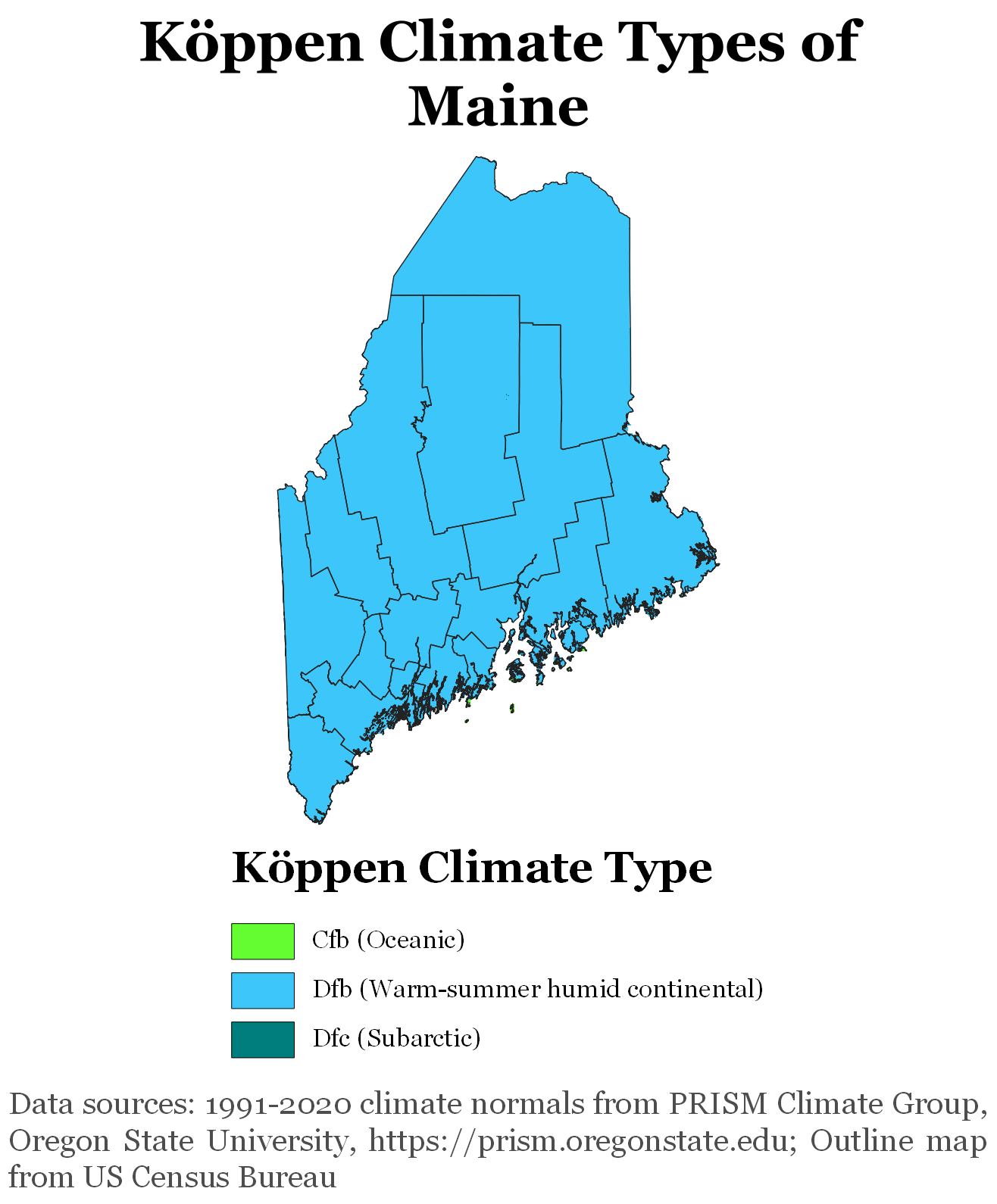
Classificazione dei climi di Köppen del Maine, con le normali climatiche del 1991–2020

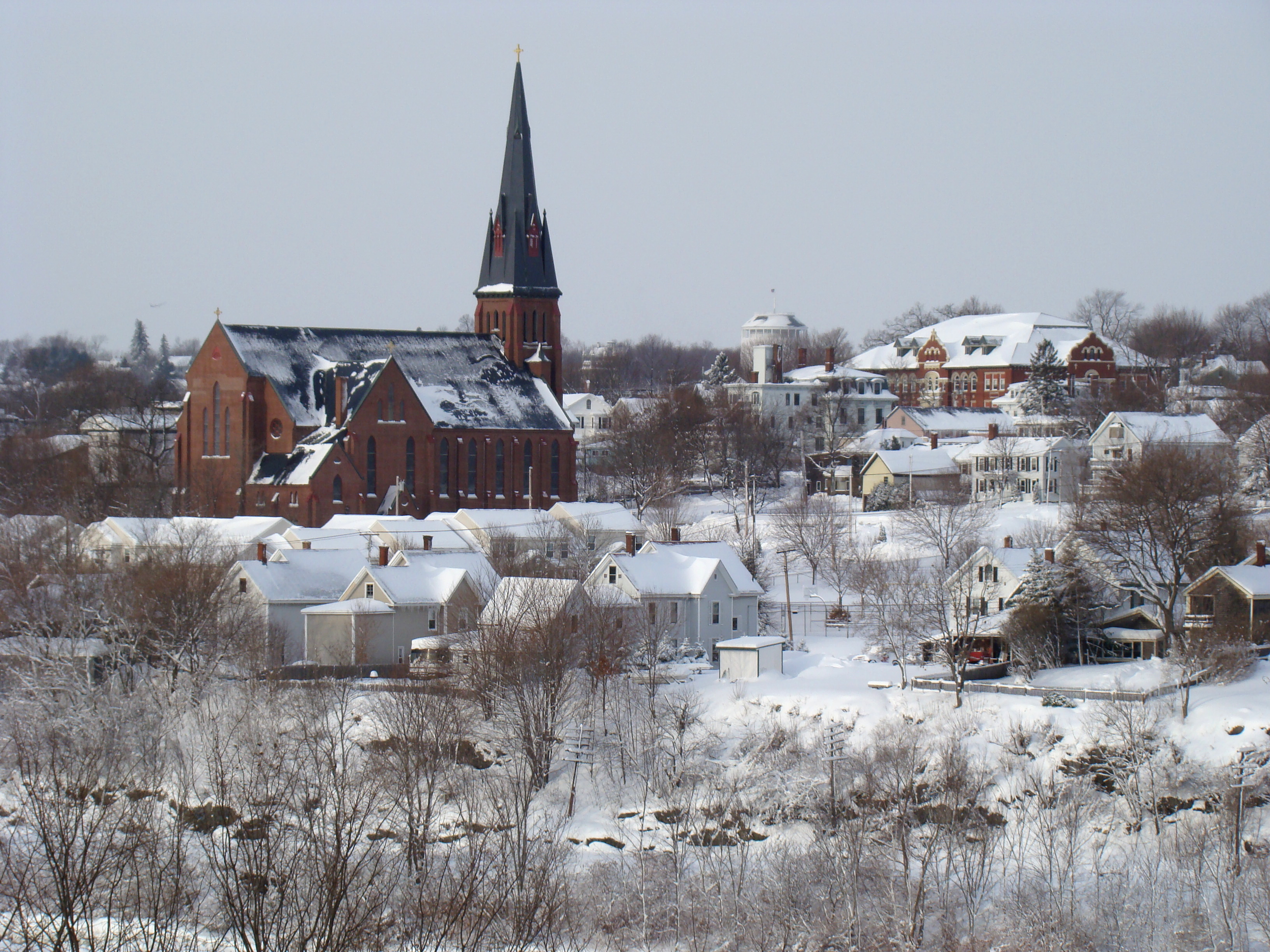
Inverno a in Bangor

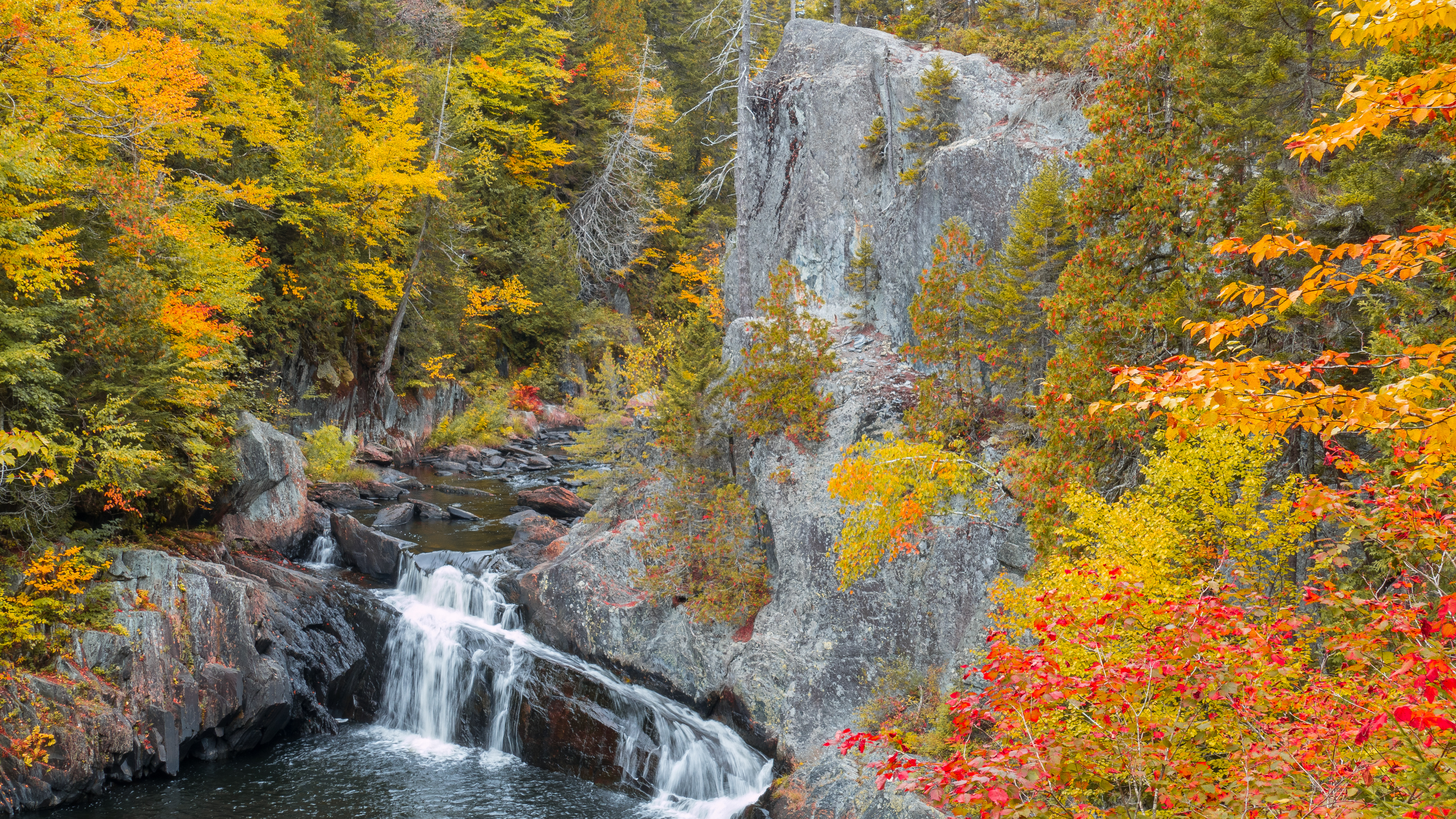
Autunno nella Hundred-Mile Wilderness

Il clima del Maine (che si trova a cavallo del 45º parallelo) è spiccatamente continentale ma anche influenzato dall'Oceano Atlantico che a sud bagna le sue coste.
La classificazione dei climi di Köppen inserisce questo stato, il più orientale degli Stati Uniti d'America e al confine con il Canada, nella fascia climatica Dfb ossia tra i climi freddi delle medie latitudini, cioè con il mese più freddo con temperature medie inferiori ai -3 °C ma con medie del mese più caldo con valori superiori ai 10 °C, con precipitazioni abbondanti in tutti i mesi e con estate calda ma non molto e quindi con nessun mese con valori medi superiori ai 22 °C.
Più in generale la posizione del Maine, tra l'estesa massa continentale nordamericana a ovest e il vasto oceano a est, produce un clima ibrido: forti escursioni termiche tra estate e inverno, accentuati estremi termici assoluti, nevicate e piogge abbondanti, ventilazione sostenuta, frequenti tempeste-burrasche, frequente variabilità meteo.
Considerando i dati medi del periodo 1961-1990 di due città tipo del Maine, una sulla costa meridionale (Portland) e l'altra in una zona interna del nord (Caribou), si osserva che nell'entroterra dello stato tra il mese di dicembre e quello di febbraio le medie massime restano negative (anche sotto i -5 °C) con le medie delle minime al di sotto dei -15 °C, mentre nelle zone costiere i valori mensili medi massimi si stabiliscono poco sotto lo zero a gennaio e poco sopra questo valore negli altri due mesi del trimestre più freddo, con valori medi mensili minimi che si aggirano nell'intera stagione invernale intorno ai -10 °C. Alcuni inverni le temperature possono precipitare di decine di gradi sotto lo zero, ed i record si aggirano intorno ai -40 °C lungo le zone costiere e oltre i -45° nelle zone più interne. La primavera resta fredda e spesso, nella prima parte, nevosa ma con un rapido aumento delle temperature nella seconda metà. In estate la situazione termica tende a uniformarsi tra le zone costiere (medie massime tra i 23 e i 26 °C e medie minime tra gli 11 e i 15 °C) e quelle più interne (medie massime tra i 22 e 25 °C e medie minime tra i 10 e i 13 °C). In questa stagione si alternano giornate calde, qualche volta molto calde (gli estremi storici si aggirano intorno ai 40°), con altre fresche e piovose, e le nebbie costiere sono frequenti mentre i temporali sono meno frequenti di quelli che scoppiano sulle zone costiere americane poste a sud del Maine.
L'autunno può registrare giornate molto tiepide e asciutte (la cosiddetta estate indiana) ma poi vira verso giornate sempre più fredde e nella seconda metà si verificano le prime nevicate fin sulle coste. In questa stagione, tra piovose perturbazioni atlantiche e venti anche impetuosi, si verificano le prime gelate notturne accoppiate a tiepide giornate tardo-estive e si può osservare uno dei più bei fenomeni naturali del pianeta il foliage, ossia l'esplosione di un'intensa colorazione dalle tonalità pastello, soprattutto rosso e marrone, delle foglie degli alberi decidui. Proprio questo fenomeno è all'origine di un turismo particolare da parte di migliaia di persone che ogni anno visitano il Maine attratte dai boschi che offrono uno spettacolo impareggiabile.
In generale le precipitazioni sono frequenti tutto l'anno, con maggiori accumuli nel tardo autunno-inizio inverno: lungo le zone costiere le medie pluviometriche possono superare i 1100 mm mentre le zone interne risultano più secche, con totali annui intorno ai 900–950 mm.
Il Maine registra abbondanti nevicate durante i mesi più freddi ma la neve non è rara nemmeno nel tardo autunno e nella prima parte della primavera. Nonostante le temperature più alte il manto nevoso tende ad essere più abbondante, a causa delle maggiori precipitazioni, lungo le zone costiere (Portland sul mare ha una media annua di 283 cm mentre l'interna Caribou si ferma a 179 cm), ed in queste ultime regioni del Maine la neve al suolo dura più giorni, arriva prima e si scioglie più tardi che nelle zone costiere.
La regione è spesso interessata da violente tempeste e bufere atlantiche con venti che possono superare i 100 km/h (raramente qualche uragano o tempesta tropicale proveniente dalle zone meridionali degli Stati Uniti può colpire o sfiorare questo stato settentrionale), mentre in inverno non sono rari, soprattutto all'interno, veri e propri blizzard, piogge e nebbie congelate e tempeste di ghiaccio che bloccano il traffico, lasciano al buio alcune comunità e rallentano le attività commerciali. Le nebbie sono frequenti soprattutto in estate e lungo le zone costiere.
Seppur raramente (in media 2 volte all'anno), il Maine può essere colpito da piccoli tornado.

### Flora e fauna
Il Maine presenta una vasta gamma di flora e fauna, che varia nel suo variegato paesaggio che comprende foreste, litorali e paludi. Le aree forestali consistono principalmente di conifere e alberi decidui, come l'abete balsamico, l'acero da zucchero e l'albero simbolo dello stato, il pino strobo. Le aree costiere sono caratterizzate da resistenti lysimachia maritima, suaeda, myrica e l'infestante rosa rugosa.
La fauna terrestre del Maine comprende mammiferi come l'alce, l'orso nero americano ed il cervo dalla coda bianca, insieme a specie più piccole come lo scoiattolo rosso, la lepre delle nevi e il procione. Lo stato ha la maggiore popolazione di alci e orsi neri degli Stati Uniti d'America contigui. L'avifauna è molto variegata, con specie migratorie come il corriere canoro, la beccaccia di mare e l'albanella, oltre a specie residenti come passeri e allocchi. Le paludi forniscono l'habitat per anfibi come la salamandra maculata, la rana selvatica e il rospo. Nelle acque dolci vivono salmerini di fonte e salmoni dell'Atlantico, mentre la fauna al largo delle coste comprende pulcinelle di mare, foche comuni, balene e astici. L'abbondanza di astici e aragoste fa dello stato il maggiore produttore degli Stati Uniti.

## Demografia

### Popolazione

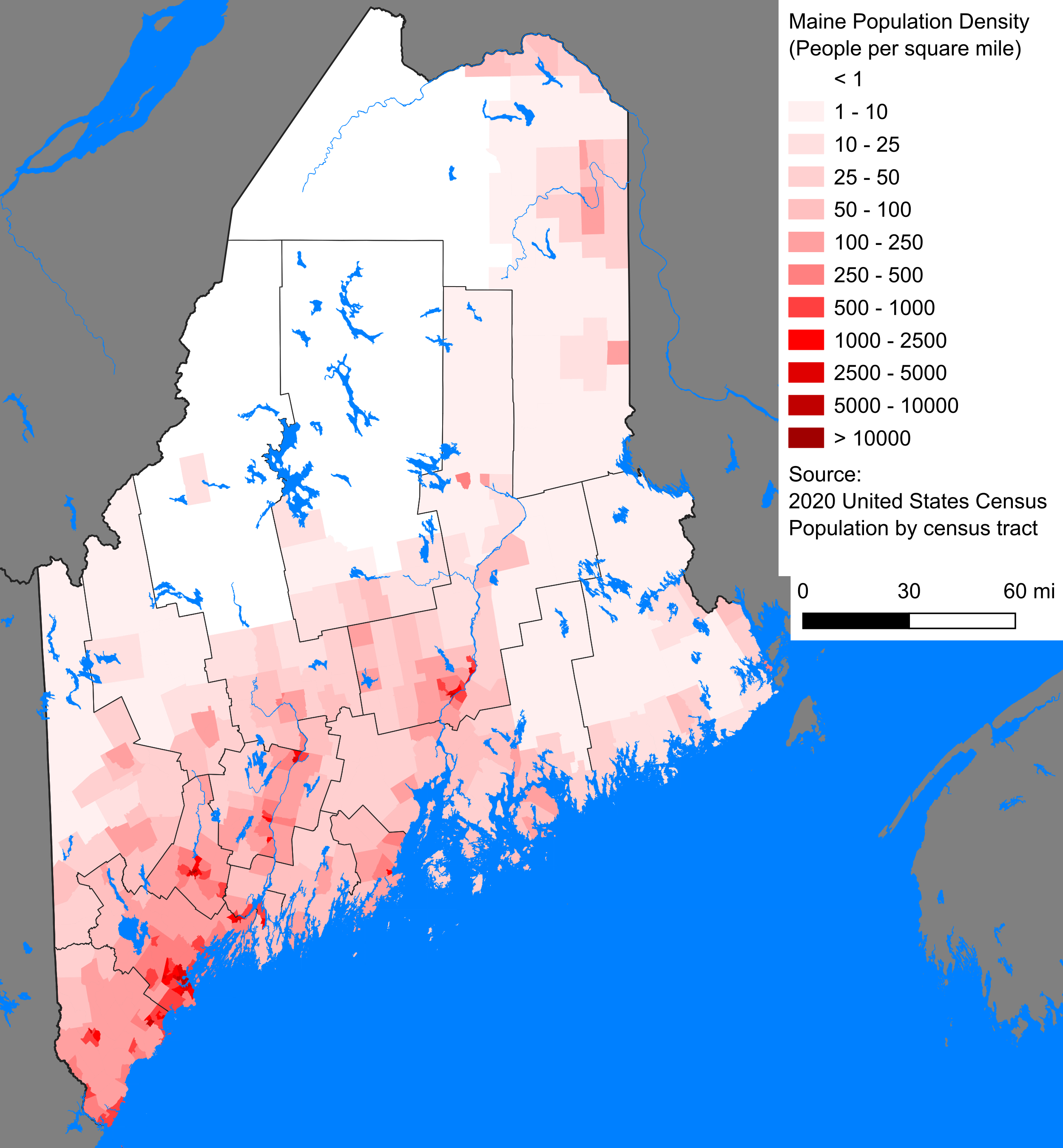
Densità di popolazione del Maine

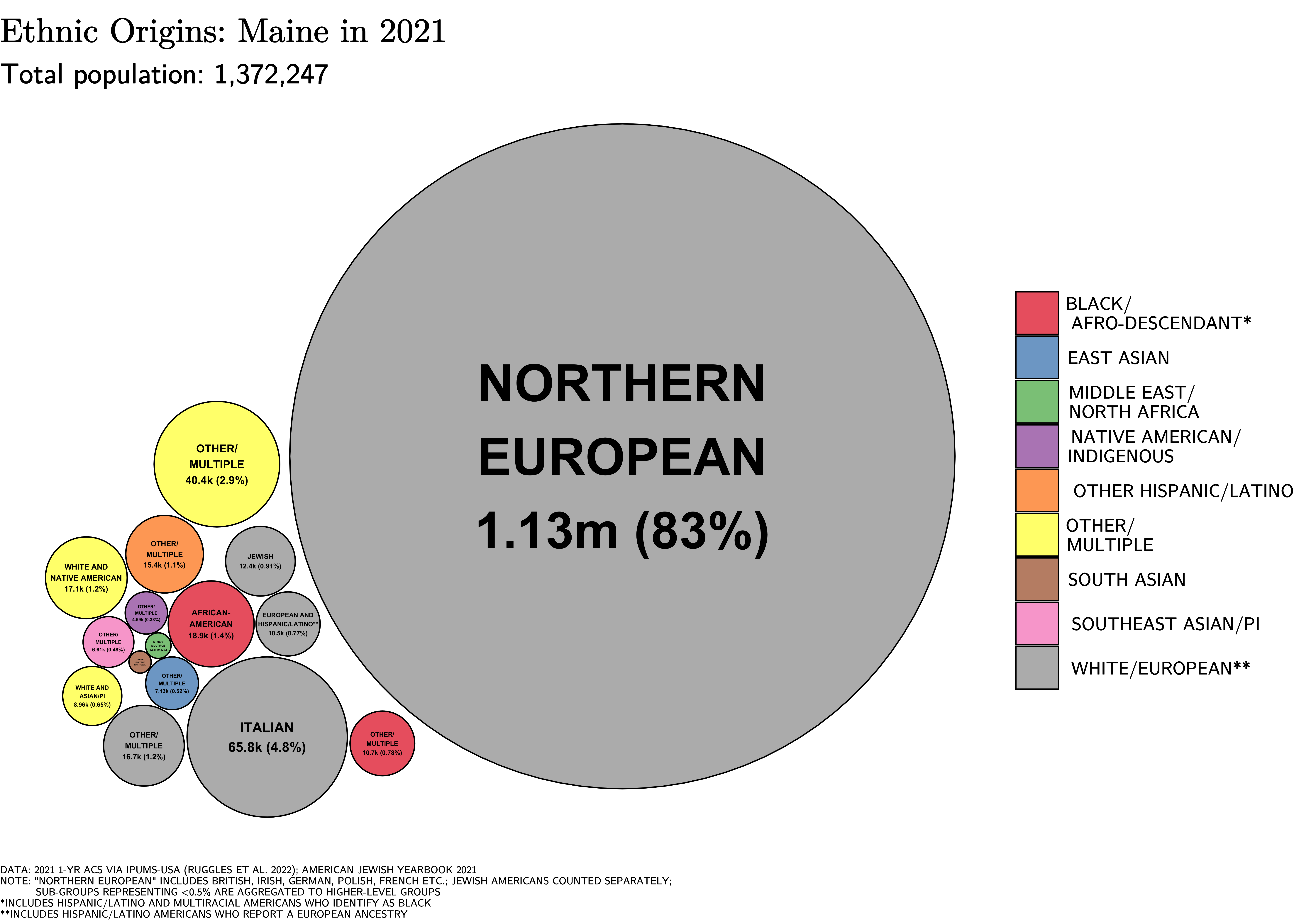
Origine etnica del Maine

Secondo il censimento del 2020, nel Maine abitavano 1 362 369 persone, con una densità di 16,9 abitanti per km², il che lo rende lo stato meno densamente popolato ad est del fiume Mississippi. Nel 2010 il Maine era anche lo stato più rurale dell'Unione, con solo il 38,7% della popolazione dello stato che viveva all'interno di aree urbane.
Il centro di popolazione del Maine si trova a nella contea di Kennebec, appena ad est di Augusta. L'area metropolitana di Portland è la più densamente popolata del Maine, con circa il 40% della popolazione dello stato; quest'area si estende per tre contee e comprende molte fattorie ed aree boschive. La popolazione della sola Portland, nel 2016, era di 66 937 abitanti.
Il Maine cresce molto lentamente in termini di popolazione sin dal censimento del 1990; il suo tasso di crescita (0,57%) a partire dal censimento del 2010 si posiziona 45º sui 50 stati. Nel 2021 e 2022, tuttavia, lo stato ebbe la proporzione più alta tra tutti gli stati di nuovi residenti rispetto a coloro che lasciavano lo stato, con 1,8 arrivi per ogni cittadino in meno. Il modesto tasso di crescita della popolazione è concentrato nelle contee costiere meridionali, penalizzate dai minori trasferimenti in queste aree. Nel nord, invece, le aree più rurali dello stato hanno avuto un leggero decremento della popolazione dal 2010 al 2016.
Nel 2020 il Maine aveva la più alta incidenza popolazione oltre i 65 anni di tutti gli Stati Uniti.
Secondo il censimento del 2010 il Maine ha la più alta percentuale di bianchi non ispanici degli Stati Uniti, con il 94,4% della popolazione. Nel 2011, l'89% delle nascite nello stato erano da genitori bianchi non ispanici. Il Maine ha anche il secondo più alto tasso di popolazione anziana residente.
Secondo il report annuale del 2022 del Dipartimento della Casa e dello sviluppo urbano, vi erano circa 4 411 senzatetto nel Maine.
La tabella riporta la composizione etnica della popolazione del Maine nel 2016.
| Etnia                                  | Popolazione (2016) | Percentuale |
| -------------------------------------- | ------------------ | ----------- |
| Popolazione totale                     | 1 329 923          | 100%        |
| Bianchi                                | 1 260 476          | 94,8%       |
| Afroamericani                          | 16 303             | 1,2%        |
| Asioamericani                          | 14 643             | 1,1%        |
| Nativi americani e dell'Alaska         | 8 013              | 0,6%        |
| Altre etnie                            | 3 151              | 0,2%        |
| Nativi Hawaiani e Isolani del Pacifico | 211                | 0,0%        |
| Multietnie                             | 27 126             | 2,0%        |

Secondo l'American Community Survey del 2016, l'1,5% della popolazione del Maine era ispanico o latino-americano: messicani (0,4%), portoricani (0,4%), cubani (0,1%), e altri ispanici o latino-americani (0,6%). I sei maggiori gruppi ancestrali erano: inglesi (20,7%), irlandesi (17,3%), francesi (15,7%), tedeschi (8,1%), americani (7,8%) e franco-canadesi (7,7%).
Le persone che si dichiarano di discendenza americana sono a maggioranza di discendenza inglese, ma hanno antenati che hanno vissuto nella regione talmente a lungo (spesso sin dal XVII secolo) che scelgono di identificarsi semplicemente come americani.
Il Maine ha la maggiore popolazione di franco-americani di ogni altro stato; molti di loro sono di origine canadese, ma in alcuni casi vivono nella regione da prima della guerra d'indipendenza americana. Vi sono concentrazioni particolarmente alte nella zona settentrionale del Maine, nella contea di Aroostook, che fa parte culturalmente di una regione chiamata Acadia, che si estende oltre il confine con il Nuovo Brunswick. Insieme alla popolazione acadiana nel nord, molti franco-canadesi giunsero dal Québec come immigranti tra il 1840 ed il 1930.
La valle dell'alto Saint John fu un tempo parte della cosiddetta Repubblica di Madawaska, prima dell'istituzione della frontiera con il trattato di Webster-Ashburton del 1842. Oltre un quarto della popolazione di Lewiston, Waterville e Biddeford sono franco-americani; molti dei residenti della sezione della Mid Coast e Down East sono invece di discendenza britannica. Nello stato si trovano anche gruppi minori di altre discendenze, tra cui irlandesi, italiani, svedesi e polacchi, giunti con le ondate migratorie del XIX e XX secolo.
Attualmente vi sono quattro tribù riconosciute a livello federale nel Maine, tra cui la Nazione Mi'kmaq. Nel 2020 7 885 persone si identificavano solamente come nativi americani, e 25 617 si dichiaravano nativi in combinazione con una o più etnie.

### Lingua
Il Maine non ha una lingua ufficiale, ma l'inglese è la lingua più diffusamente parlata. Il censimento del 2010 riportò che il 92,91% dei residenti del Maine oltre i cinque anni di età parlava solamente inglese a casa; i francofoni sono la principale minoranza linguistica dello stato: i dati censuari mostrano che il Maine ha la percentuale maggiore di persone che parlano francese a casa, più di ogni altro stato, con il 3,93% di famiglie francofone, comparato con il 3,45% della Louisiana che è il secondo stato e che comprende i cajun e creoli. Lo spagnolo è la terza lingua più diffusa del Maine.

### Religione
Secondo il Pew Research Center, nel 2014 l'affiliazione religiosa del Maine era la seguente: protestanti 37% (in particolare: evangelici 14%, protestanti tradizionalisti 21%, Black church 2%), atei o agnostici 6%, nessuna religione 26%, cattolici 21%, altri cristiani 5%, religioni non cristiane tra cui induismo, Islam, buddismo e Bahá'í 7%, pagani e unitariani universalisti 5%.
Nel 2014 la chiesa cattolica romana era la maggiore denominazione religiosa, e i battisti (7% evangelici e 5% tradizionalisti) erano la maggiore denominazione protestante, seguiti dai metodisti (6%) e dai congregazionalisti (5%). Gli atei e gli agnostici rappresentavano solo il 6% della popolazione, ma il 26% degli abitanti del Maine affermava di "credere in Dio, ma senza affiliazione religiosa". L'81% degli abitanti del Maine credeva in Dio, mentre il 16% non credeva. Il 34% riteneva la religione "molto importante" ed il 29% la riteneva "importante", mentre il 21% affermava che la religione non fosse importante.
Secondo un sondaggio del Public Religion Research Institute del 2020, circa il 62% della popolazione era cristiana; i non affiliati a livello religioso crebbero al 33% rispetto al 2014. Uno studio del 2022 del Public Religion Research Institute mostrò che il 63% della popolazione era cristiana, ed il 30% non era affiliata ad alcuna religione. Tra la popolazione non cristiana del 2020, l'1% erano unitariani universalisti, il 5% ebrei e l'1% New Age.
Secondo la Association of Religion Data Archives, nel 2020 il cristianesimo era la fede dominante, mentre la maggiore denominazione per numero di aderenti era il cattolicesimo con 219 233 membri, seguito dal protestantesimo senza affiliazione (45 364 fedeli) e dai metodisti unitari (19 686 fedeli). Lo stesso studio stimò la popolazione di musulmani a 16 894 persone nello stato.

## Città

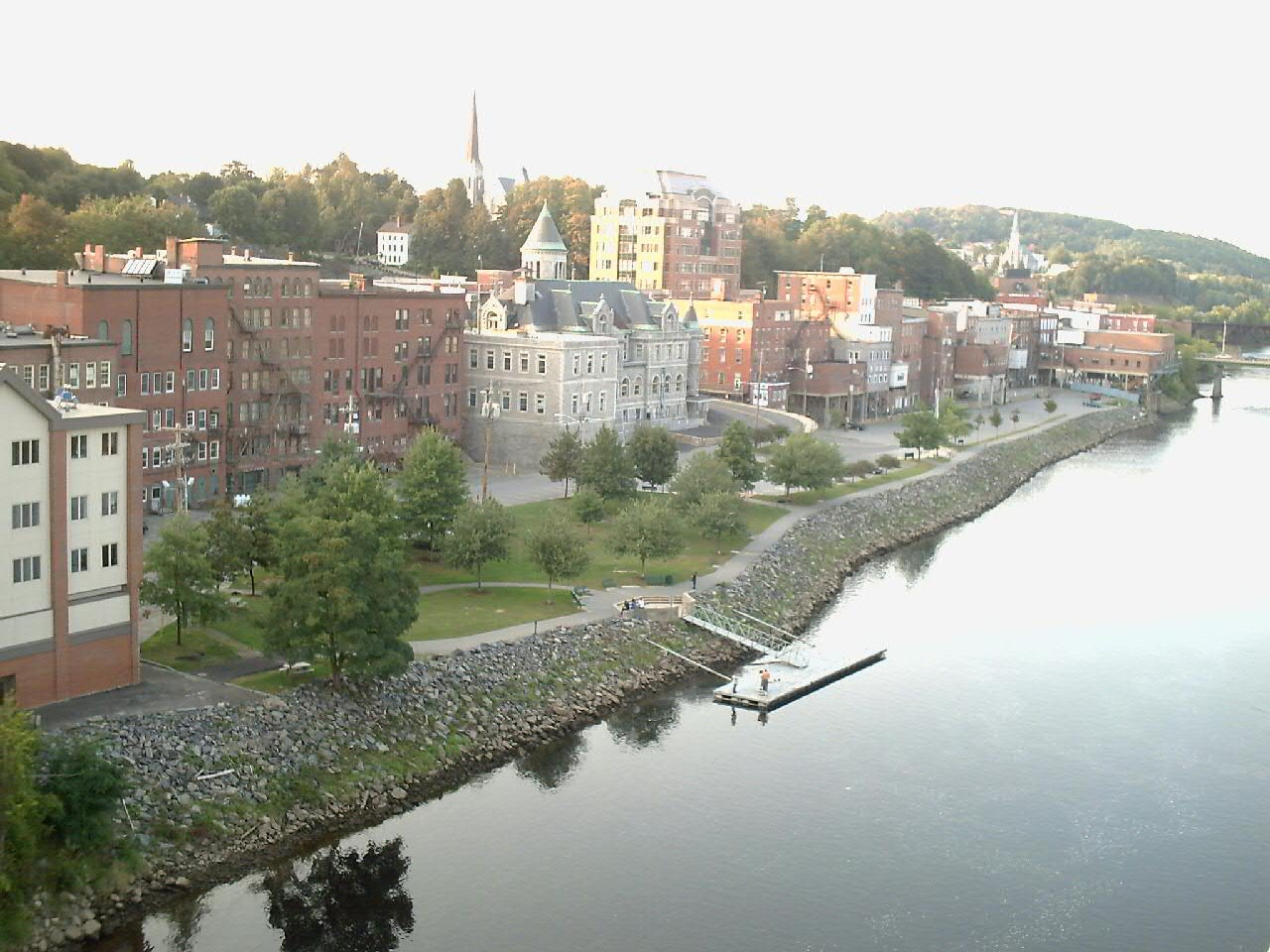
Augusta, Maine

Le città più popolose sono Portland, Lewiston e Bangor.
Dal censimento del 2010 queste sono le prime 10 città per numero di abitanti:
1. Portland, 66 194
2. Lewiston, 41 592
3. Bangor, 35 473
4. South Portland, 25 002
5. Auburn, 23 055
6. Biddeford, 21 277
7. Sanford, 20 798
8. Brunswick, 20 278
9. Augusta, 19 136
10. Scarborough, 18 919

## Economia
L'economia dello Stato si basa principalmente sull'agricoltura (patate, cereali, ortaggi, frutta), l'allevamento, la pesca (in particolare astici e molluschi), lo sfruttamento delle foreste e quello del sottosuolo (materiali da costruzione). Le industrie operano nei settori della carta, del legno, alimentare, tessile e metalmeccanico.
Importante anche il turismo sia per la bellezza paesaggistica che per la rilevanza storica dello Stato.

## Politica
La Costituzione del Maine definisce il governo dello stato, composto da tre rami: esecutivo, legislativo e giudiziario. Lo stato del Maine ha tre cariche costituzionali, il segretario di Stato, il segretario al Tesoro e il Procuratore Generale dello stato, ed una carica statutoria, l'auditor di stato.
Il potere legislativo è assegnato alla Legislatura del Maine, un parlamento bicamerale costituito dalla Camera dei rappresentanti del Maine, con 151 membri, e dal Senato del Maine, con 35 membri. La Legislatura ha il compito di introdurre ed approvare le leggi.
Il potere esecutivo è guidato dal Governatore del Maine (attualmente Janet Mills); il governatore è eletto ogni quattro anni, e la stessa persona non può ricoprire più di due mandati consecutivi. L'attuale procuratore generale è Aaron Frey. Come le altre legislature degli Stati Uniti d'America, quella del Maine può annullare un veto proveniente dal governatore con una maggioranza di due terzi sia della Camera che del Senato. Il Maine è uno dei sette stati che non hanno un vice governatore.

Logo Maine.gov

Il tribunale di grado più elevato nel sistema giudiziario è la Corte suprema del Maine; i tribunali di livello inferiore sono quelli di distretto e la Corte superiore, oltre al tribunale per le controversie. Tutti i giudici, eccetto quelli delle controversie, sono in carica a tempo pieno, sono nominati dal Governatore e vengono confermati dalla Legislatura per mandati di sette anni. I giudici di controversia lavorano part-time e sono eletti dagli elettori di ogni contea ogni quattro anni.
In uno studio del 2020 il Maine fu citato come il 14° stato in cui era più facile per i cittadini accedere al voto. Nel 2012 il Maine divenne uno dei primi stati a istituire il matrimonio tra persone dello stesso sesso.
La politica del Maine è dinamica, con i partiti che non hanno strutture forti, i governatori che sono eletti spesso con maggioranze non assolute, e un ricambio frequente dei deputati e dei partiti nei distretti elettorali. Nel suo articolo del 2010 Maine's Paradoxical Politics, Kenneth Palmer suggerisce che "i leader politici del Maine sono prevalentemente centristi, principalmente perchè vogliono trovare soluzioni pratiche a problemi complessi."
I risultati delle elezioni spesso favoriscono alternativamente entrambi i partiti; il Maine è generalmente considerato uno swing state tendente ai democratici, con sostegno insolitamente alto per candidati indipendenti. Il Partito Repubblicano ha conquistato il Maine in 11 delle ultime 20 elezioni presidenziali, e la carica di governatore è stata ricoperta da democratici e indipendenti tra volte ciascuno, e da repubblicani quattro volte dal 1974.
Il Maine utilizza il voto preferenziale nelle elezioni primarie per cariche statali e federali, oltre che nelle elezioni generali per cariche federali. Il voto preferenziale è stato adottato dagli elettori in un referendum del 2016.

### Contee
Il Maine è suddiviso in giurisdizioni politiche designate come contee; dal 1860 vi sono 16 contee, che si estendono tra i 958 e 17 700 km².
| Contea            | Capoluogo         | Fondazione        | Popolazione (2020) | % del totale | Area (km²) | % del totale |
| ----------------- | ----------------- | ----------------- | ------------------ | ------------ | ---------- | ------------ |
| Androscoggin      | Auburn            | 1854              | 111 139            | 8,16%        | 1 287      | 1,44%        |
| Aroostook         | Houlton           | 1839              | 67 105             | 4,93%        | 17 687     | 19,76%       |
| Cumberland        | Portland          | 1760              | 303 069            | 22,25%       | 3 152      | 3,52%        |
| Franklin          | Farmington        | 1838              | 29 456             | 2,16%        | 4 518      | 5,05%        |
| Hancock           | Ellsworth         | 1789              | 55 478             | 4,07%        | 6 074      | 4,40%        |
| Kennebec          | Augusta           | 1799              | 123 642            | 9,08%        | 2 463      | 2,75%        |
| Knox              | Rockland          | 1860              | 40 607             | 2,98%        | 2 958      | 3,30%        |
| Lincoln           | Wiscasset         | 1760              | 35 237             | 2,59%        | 1 813      | 2,03%        |
| Oxford            | Paris             | 1805              | 57 777             | 4,24%        | 5 633      | 6,29%        |
| Penobscot         | Bangor            | 1816              | 152 199            | 11,17%       | 9 210      | 10,29%       |
| Piscataquis       | Dover-Foxcroft    | 1838              | 16 800             | 1,23%        | 11 336     | 12,67%       |
| Sagadahoc         | Bath              | 1854              | 36 699             | 2,69%        | 958        | 1,07%        |
| Somerset          | Skowhegan         | 1809              | 50 477             | 3,71%        | 10 606     | 11,85%       |
| Waldo             | Belfast           | 1827              | 39 607             | 2,91%        | 2 209      | 2,47%        |
| Washington        | Machias           | 1790              | 31 095             | 2,28%        | 1 287      | 9,42%        |
| York              | Alfred            | 1636              | 211 972            | 15,56%       | 3 292      | 3,68%        |
| Contee totali: 16 | Contee totali: 16 | Contee totali: 16 | 1 362 359          |              | 89 494     |              |

## Cultura

### Letteratura
Il libro The Maine Woods di Henry David Thoreau racconta di alcuni viaggi del filosofo nella regione effettuati negli anni '40 e '50 dell'800.
Il Maine è lo stato prediletto dallo scrittore Stephen King, che, essendo originario del "Pine Tree State" vi ha ambientato quasi tutti i suoi romanzi. Spesso, quindi, ricorrono i nomi di cittadine come Bangor o Portland, ma in genere l'autore preferisce inventare nomi di paesi. Stephen King stesso possiede una villa a Bangor.
Nel Maine, dopo un iniziale prologo a New York, si svolge gran parte dell'attività del detective Charlie "Bird" Parker, ideato dallo scrittore irlandese John Connolly. Parker opera prevalentemente a Portland, dove saltuariamente lavora anche in un bar, e abita a Scarborough.
A Crosby, immaginaria città del Maine, si svolge in gran parte il romanzo Olive Kitteridge di Elizabeth Strout, premio Pulitzer nel 2009.

### Cinema e televisione
Un'altra celebrità del Maine è un personaggio immaginario, Jessica Fletcher, la scrittrice di gialli impersonata da Angela Lansbury nella celebre serie televisiva La signora in giallo.
La serie televisiva C'era una volta è ambientata a Storybrooke, un'immaginaria cittadina dello Stato del Maine.
Haven è un'altra cittadina nel Maine nella quale avvengono fatti di genere soprannaturale; questa serie è liberamente basata sul romanzo Colorado Kid di Stephen King.
Nel Maine è ambientato il film Blow The Man Down del 2019 scritto e diretto da Bridget Savage Cole e Danielle Krudy. Nel Maine è ambientato anche il film Le regole della casa del sidro, con Michael Caine, vincitore di due Premi Oscar.
Silent Hill è un famoso videogioco ambientato nell'omonima città immaginaria del Maine.
In Fallout 4 all'interno del DLC Far Harbor è presente un'isola appartenente allo stato del Maine.